# Michael Kors
Michael Kors (tên thật là Karl Anderson, Jr., sinh ngày 9 tháng 8 năm 1959) là nhà thiết kế thời trang cao cấp người Mỹ, đi lên từ thiết kế thời trang thể thao. Anh là chủ tịch danh dự và cũng là giám đốc sáng tạo cho công ty của mình có tên Michael Kors Holdings Limited (KORS) chuyên sản xuất các phụ kiện trong ngành thời trang. Anh cũng là nhà thiết kế trang phục nữ đầu tiên của hãng thời trang Pháp, Céline, từ năm 1997 tới 2003.